# Tanjung Sari II
Tanjung Sari II is een bestuurslaag in het regentschap Ogan Komering Ilir van de provincie Zuid-Sumatra, Indonesië. Tanjung Sari II telt 1855 inwoners (volkstelling 2010).